# كريس لارسن
كريس لارسن (بالإنجليزية: Chris Larsen)‏ هو شخصية أعمال أمريكي، ولد في 1960 في سان فرانسيسكو في الولايات المتحدة. في عام 2012، شارك في تأسيس شركة Ripple Labs Inc.، التي طورت ريبل، وهو برنامج يتيح التحويل الفوري والمباشر للأموال بين طرفين.

## وصلات خارجية
- الموقع الرسمي